# 니시나스노정
니시나스노정(西那須野町)은 도치기현 북동부에 위치하고 있던 정이다. 오타하라시로의 통근율은 21.5%(2000년 인구조사)였다.

## 개요
2005년 1월 1일에 구로이소시, 시오바라정과 신설 합병하여 나스시오바라시가 되어 폐지하였다. 폐지 당시 도치기현 내에서는 인구 최다 마을로 야이타시나 구닛코시 보다도 많았다.

## 지리
전역이 나스노가 벌판으로 이루어져 있다. 메이지 이전에는 벌판이었으나 메이지 시대의 식산흥업 정책에 의해 일본국유철도 도호쿠 본선(현 JR 도호쿠 본선), 나스노 소수, 나스노가하라 개척 사업에 의해 형성된다. 현 북부의 교통 요충지로서 현저한 발전을 이루었다.

## 인구
합병전은 마을로서 현내 최다 인구로, (구) 닛코시( 약 1만 6000명), 야이타시(3만 3000명)의 2시보다 인구가 많았다.
인구 밀도는 764.13㎞로 나스·시오야 지역에서는 가장 높았다.

## 역사
- 1889년 4월 1일 - 니시나스노촌, 가리노촌이 성립하였다.
- 1932년 4월 1일 - 정으로 승격해 니시나스노정이 되었다.
- 1955년 2월 11일 - 니시나스노정, 가리노촌과 합병해 새로운 니시나스노정이 되었다.
- 2005년 1월 1일 - 구로이소시, 나스군 시오바라정과 신설 합병으로 나스시오바라시가 되었다.

## 교통

### 철도
- 동일본 여객철도
  - 우쓰노미야 선(도호쿠 본선)
- 도야테쓰 철도 (1968년 폐지)
- 나스 신차궤도 (1928년 폐지)
- 시오야 전차 (1936년 폐지)

### 도로
- 도호쿠 자동차도
- 국도 제4호선
- 국도 제400호선
- 국도 제461호선